# La Cumbre (Cáceres)
La Cumbre ist ein südwestspanisches Dorf und eine Gemeinde (municipio) mit 828 Einwohnern (Stand: 2024) in der Provinz Cáceres (Extremadura). 

## Lage und Klima
La Cumbre liegt im Süden der Provinz Cáceres in einer Höhe von knapp 480 m. Die Entfernung zur Hauptstadt Cáceres beträgt 33 km (Fahrtstrecke) in westnordwestlicher Richtung. Das Klima ist meist warm und trocken; der eher spärliche Regen (ca. 480 mm/Jahr) fällt hauptsächlich im Winterhalbjahr.

## Bevölkerungsentwicklung
| Jahr      | 1970 | 1981 | 1991 | 2001 | 2011 | 2021 |
| Einwohner | 1773 | 1544 | 1229 | 1108 | 943  | 836  |

## Sehenswürdigkeiten

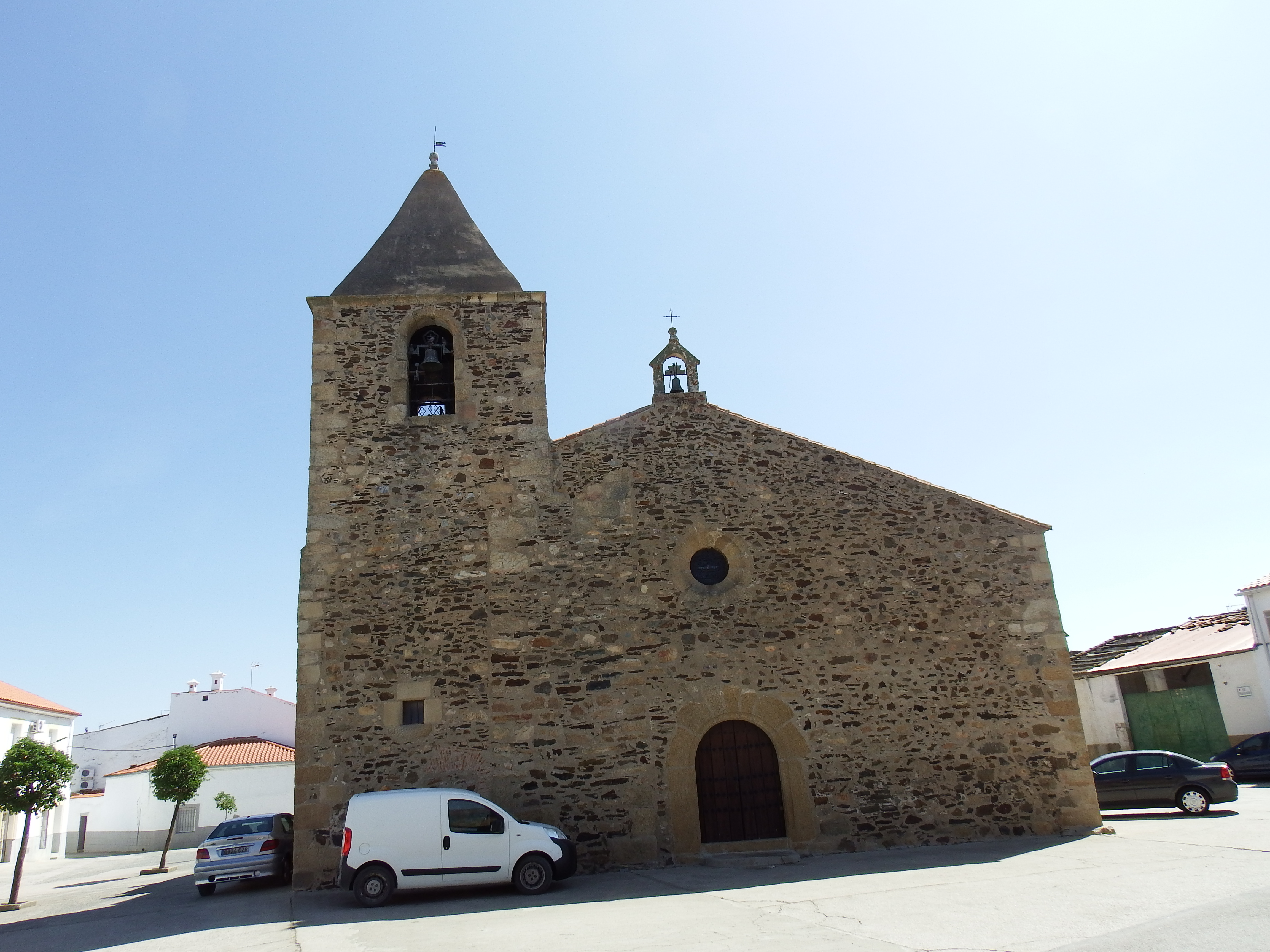
Kirche Mariä Himmelfahrt
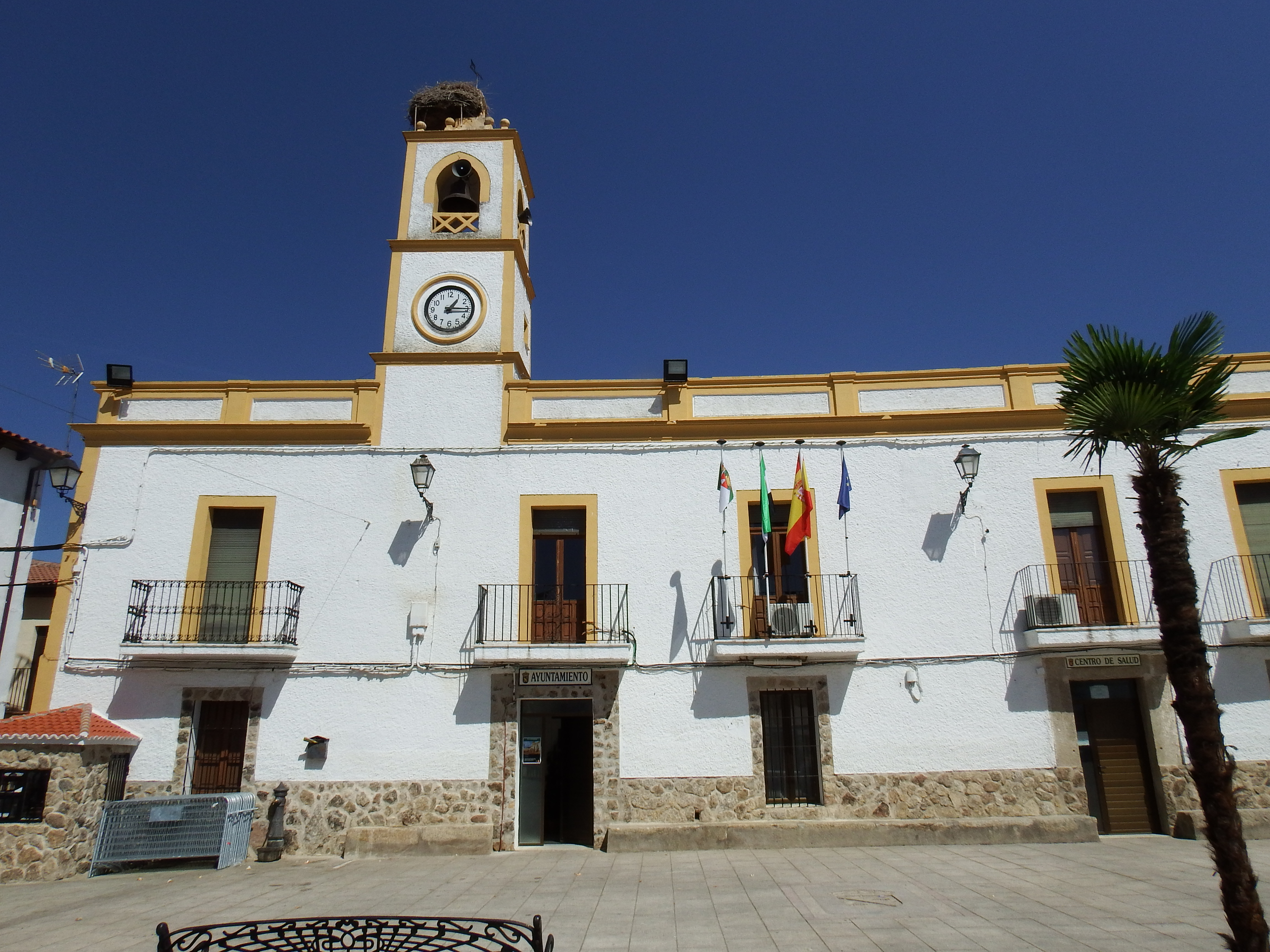
Gregoriuskapelle

- Kirche Mariä Himmelfahrt
- Rathaus